# Кајахога Хајтс (Охајо)
Кајахога Хајтс (енгл. Cuyahoga Heights) град је у америчкој савезној држави Охајо.

## Демографија
По попису из 2010. године број становника је 638, што је 39 (6,5%) становника више него 2000. године.
| Група             | 2000.       | 2010.       |
| Белци             | 588 (98,2%) | 615 (96,4%) |
| Афроамериканци    | 0 (0,0%)    | 4 (0,6%)    |
| Азијати           | 7 (1,2%)    | 9 (1,4%)    |
| Хиспаноамериканци | 0 (0,0%)    | 6 (0,9%)    |
| Укупно            | 599         | 638         |